# جيمس غرين (لاعب كرة قدم كندية)
جيمس غرين هو لاعب كرة قدم كندية كندي، ولد في 22 يونيو 1983 في فيرنون في كندا.